# 2020年シュタイアーマルクグランプリ
2020年シュタイアーマルクグランプリ (英: 2020 Styrian Grand Prix) は、2020年のF1世界選手権第2戦として、2020年7月12日にレッドブル・リンクで開催された。
正式名称は「Formula 1 Pirelli Grosser Preis Der Steiermark 2020」。

## レース前
新型コロナウイルス感染症の世界的流行による影響
新型コロナウイルス感染症の世界的流行によって開催延期や中止が相次ぎ、15戦以上のレースを開催したいF1は同一サーキットで2回レースを開催することにし、新たに発表された序盤8戦のスケジュールでレッドブル・リンクとシルバーストン・サーキットがその対象となった。これに伴い、本レースはサーキットの所在地であるシュタイアーマルク州に因み、「シュタイアーマルクグランプリ(英: Styrian Grand Prix)」の名称が与えられた。
タイヤ
本レースでピレリが持ち込むドライ用タイヤのコンパウンドは前戦オーストリアGP同様、ハード（白）：C2、ミディアム（黄）：C3、ソフト（赤）：C4。
パワーユニット(PU)
メルセデスは前戦オーストリアGPでPUのトラブルによりリタイアしたジョージ・ラッセル（ウィリアムズ）のエンジン(ICE)/ターボチャージャー(TC)/MGU-Hを2基目に交換を実施。また、電気系統のトラブルで前戦をリタイア（正確には完走扱い）したアレクサンダー・アルボン（レッドブル）のコントロールエレクトロニクス(CE)を2基目への交換を実施した。なお、本年の年間最大使用基数はICE/TC/MGU-H/MGU-Kが3基、エナジーストア(ES)/コントロールエレクトロニクス(CE)が2基となっているが、本来22戦開催を前提としたものであるため変更される予定である。
その他
フェラーリは前戦オーストリアGPの苦戦を受け、本来次戦のハンガリーGPから投入する予定であった新しいフロントウイングを前倒しで持ち込んだ。

## エントリー
レギュラードライバーは前戦オーストリアGPから変更なし。アルファロメオはリザーブドライバーのロバート・クビサ、ウィリアムズも同じくリザーブドライバーのジャック・エイトケンがFP1を走行する。

## フリー走行
FP1（金曜午前）
気温25度、路面温度42度、ドライコンディションで行われた。アルファロメオはアントニオ・ジョヴィナッツィに代わりロバート・クビサが、ウィリアムズはジョージ・ラッセルに代わってジャック・エイトケンが走行した。セッション開始から27分にニコラス・ラティフィ（ウィリアムズ）がターン3の立ち上がりでスローダウンしたが、PUではなくギアボックスのトラブルであった。このセッションでトップタイムを出したのはレーシング・ポイントのセルジオ・ペレス（1分04秒867）で、マックス・フェルスタッペン（レッドブル）が僅差で続いた。背中の痛みに苦しむランド・ノリス（マクラーレン）は、黄旗が振られている間にオーバーテイクしたため、3グリッド降格ペナルティが科せられた。また、FP2前にケビン・マグヌッセン（ハース）がエナジーストア(ES)とコントロールエレクトロニクス(CE)に関して2基目を投入していたことが発表された。
FP2（金曜午後）
翌日は一日を通して大雨に見舞われる予報が出たことで、状況次第で翌日に予定されているFP3と予選を行えない可能性が出てきた。もし日曜午前も予選を行えなかった場合はFP2のタイムでグリッドを決定する。気温30度、路面温度53度、ドライコンディションで行われるこのセッションのタイムが重要視される可能性があるため、予選さながらのアタック合戦が繰り広げられた。FIA-F3第2戦の予選で赤旗が出された影響で5分遅れで開始され、開始18分にダニエル・リカルド（ルノー）がターン9でリアからタイヤバリアに激突してリア部分を大破し、赤旗が出された。最後まで繰り広げられたアタック合戦を制したのはフェルスタッペン（1分03秒660）で、バルテリ・ボッタス（メルセデス）に0.043秒差を付けた。この2人に続いたのがレーシング・ポイント勢でペレス3番手、ランス・ストロール4番手と戦闘力の高さを見せた。
FP3（土曜午前）
前日の予報通り雨が降り、その影響でFP3の前に行われたFIA-F3第2戦のレース1はアクシデントが多発して赤旗中断となり、そのままレースは終了した。セッション開始時刻の現地時間12時になっても雨が降り続いたため開始を遅らせるとアナウンスされたが、コンディションは改善しないまま40分を過ぎたところでセッションはキャンセルされた。

## 予選
2020年7月11日 15:46 CEST(UTC+2) 気温15度、路面温度20度、ウエットコンディション
雨の中行われた予選は、ルイス・ハミルトン（メルセデス）が2番手のマックス・フェルスタッペン（レッドブル）に1.2秒差を付けてポールポジションを獲得した。

### 経過
大雨によるコースコンディション不良のため午前のFP3が中止となり、その後も雨は降り続いたためこの日の予選の実施も難しいと見られた。令和元年東日本台風の直撃により土曜日の全セッションがキャンセルされた昨年の日本GPのように予選を日曜午前に行うことも検討されたが、その場合サポートレースのFIA-F2やポルシェ・カレラカップを中止しないとならない。ひとまずセーフティカーによるインスペクション走行を行った結果、予選の開始をディレイさせることにした。雨脚が弱まった30分後に再びセーフティカーによるインスペクション走行が行われ、46分遅れでQ1を開始することになった。
Q1は各車が一斉にコースインし予選の火蓋が切られた。そのうち、ロマン・グロージャン（ハース）がターン4でコースアウト。それが響いて結果的にアタックするタイミングを失い、タイムを記録できないまま予選を終えた。Q1に限っては路面状況が改善してタイムが上がっていく状況となったが、フリー走行で好調だったレーシング・ポイントはウエットコンディションに苦しみ、セルジオ・ペレスがQ1敗退を喫してしまった。一方、同じメルセデスPUを使用するウィリアムズのジョージ・ラッセルが自身初のQ2進出を果たした。
Q2は、一旦弱まった雨が再び強くなっていった。そのうち、フェラーリは雨の中でも苦戦し、前戦オーストリアGPとは逆にセバスチャン・ベッテルが10番手で辛うじてQ3に進出する一方、シャルル・ルクレールは次第にコースコンディションが悪化する中でタイムの更新ができず、11番手でQ2敗退を喫した。ルクレールはさらに悪いことにダニール・クビアトのアタックを妨害したことで3グリッド降格のペナルティが科せられた。
Q3は、雨量が増えることを警戒して真っ先にコースインしたフェルスタッペンが1分21秒800のトップタイムを出すが、すぐにハミルトンが1分21秒272、さらにバルテリ・ボッタスが1分21秒036でトップタイムを更新する。セッション終盤になりフェルスタッペンが1分20秒489で再びトップに立つが、ハミルトンがすかさず0.787秒差でフェルスタッペンを逆転し、最終アタックではフェルスタッペンが最終コーナーでスピンを喫してタイムを更新できなかった一方、ハミルトンはさらに1分19秒273までタイムを更新する圧巻の走りを見せた。この2人に続いたのはマクラーレンのカルロス・サインツで、マクラーレンにとって2014年イギリスGPのジェンソン・バトン以来となる予選トップ3を獲得した。
ハースは予選終了後もウォーターポンプにトラブルが出てタイムを記録できなかったグロージャンのマシンを修理し続けたが、1回コースインしてるためパルクフェルメルールが適用され、本来一部を除くセッティング変更はできない。しかし、チームはパルクフェルメに入れる期限を3時間以上過ぎた23時20分まで修理を行い続け、さらに検査員の監督の下で修理作業を行っていなかったため、パルクフェルメ違反により失格の可能性があった。翌日朝にスチュワードの調査により最悪の事態は回避され、ピットレーンからの出走が許可された。また、19番手のアントニオ・ジョヴィナッツィ（アルファロメオ）も予選後に6戦以内のギアボックス交換を行い5グリッド降格ペナルティが科せられたが、グロージャンがピットレーンスタートとなるため19番手スタートに変更はない。

### 予選結果
| 順位                | No. | ドライバー                   | コンストラクター                   | Q1       | Q2       | Q3       | Grid |
| ------------------- | --- | ---------------------------- | ---------------------------------- | -------- | -------- | -------- | ---- |
| 1                   | 44  | ルイス・ハミルトン           | メルセデス                         | 1:18.188 | 1:17.825 | 1:19.273 | 1    |
| 2                   | 33  | マックス・フェルスタッペン   | レッドブル-ホンダ                  | 1:18.297 | 1:17.938 | 1:20.489 | 2    |
| 3                   | 55  | カルロス・サインツ           | マクラーレン-ルノー                | 1:18.590 | 1:18.836 | 1:20.671 | 3    |
| 4                   | 77  | バルテリ・ボッタス           | メルセデス                         | 1:18.791 | 1:18.657 | 1:20.701 | 4    |
| 5                   | 31  | エステバン・オコン           | ルノー                             | 1:19.687 | 1:18.764 | 1:20.922 | 5    |
| 6                   | 23  | アレクサンダー・アルボン     | レッドブル-ホンダ                  | 1:20.882 | 1:19.014 | 1:21.011 | 6    |
| 7                   | 10  | ピエール・ガスリー           | アルファタウリ-ホンダ              | 1:20.192 | 1:18.744 | 1:21.028 | 7    |
| 8                   | 3   | ダニエル・リカルド           | ルノー                             | 1:19.662 | 1:19.229 | 1:21.192 | 8    |
| 9                   | 4   | ランド・ノリス               | マクラーレン-ルノー                | 1:18.504 | 1:18.448 | 1:20.925 | 9 1  |
| 10                  | 5   | セバスチャン・ベッテル       | フェラーリ                         | 1:20.243 | 1:19.545 | 1:21.651 | 10   |
| 11                  | 63  | ジョージ・ラッセル           | ウィリアムズ-メルセデス            | 1:20.382 | 1:19.636 |          | 11   |
| 12                  | 18  | ランス・ストロール           | レーシング・ポイント-BWTメルセデス | 1:19.697 | 1:19.645 |          | 12   |
| 13                  | 26  | ダニール・クビアト           | アルファタウリ-ホンダ              | 1:19.824 | 1:19.717 |          | 13   |
| 14                  | 16  | シャルル・ルクレール         | フェラーリ                         | 1:20.871 | 1:19.628 |          | 14 2 |
| 15                  | 20  | ケビン・マグヌッセン         | ハース-フェラーリ                  | 1:21.140 | 1:20.211 |          | 15   |
| 16                  | 7   | キミ・ライコネン             | アルファロメオ-フェラーリ          | 1:21.372 |          |          | 16   |
| 17                  | 11  | セルジオ・ペレス             | レーシング・ポイント-BWTメルセデス | 1:21.607 |          |          | 17   |
| 18                  | 6   | ニコラス・ラティフィ         | ウィリアムズ-メルセデス            | 1:21.759 |          |          | 18   |
| 19                  | 99  | アントニオ・ジョヴィナッツィ | アルファロメオ-フェラーリ          | 1:21.831 |          |          | 19 3 |
| 107% time: 1:23.661 |     |                              |                                    |          |          |          |      |
| PL                  | 8   | ロマン・グロージャン         | ハース-フェラーリ                  | No Time  |          |          | PL 4 |
| ソース:             |     |                              |                                    |          |          |          |      |

追記
- ^1 - ノリスはFP1においてターン5で黄旗が振られていたにもかかわらずガスリーをオーバーテイクしたため、3グリッド降格とペナルティポイント2点が加算された（合計2点）[16][31]
- ^2 - ルクレールはQ2においてターン9及びターン10でクビアトのアタックを妨害したため、3グリッド降格とペナルティポイント1点が加算された（合計3点）[24][32]
- ^3 - ジョヴィナッツィは予選後に6戦以内のギアボックス交換を行ったため5グリッド降格となったが、グリッド順位に変動はない[28][33]
- ^4 - グロージャンはタイムを記録できず、予選終了後もマシンの修理を続けてパルクフェルメ規定に違反したため、ピットレーンからレースをスタートする[27][34]

## 決勝
2020年7月12日 15:10 CEST(UTC+2)。以下の出典を参照。
ルイス・ハミルトン（メルセデス）がポール・トゥ・ウィンで今季初優勝かつメルセデスのワンツーフィニッシュという結果で終わった。

### 展開
タイヤ選択については、ハードタイヤでのスタートはおらず、ソフトタイヤの選択が主流で11番手以降の何台かがミディアムタイヤを選択した。
オープニングラップでは、ターン1でダニエル・リカルド（ルノー）のフロントタイヤとピエール・ガスリー（アルファタウリ）リアタイヤが軽く接触。続くターン3へのブレーキングでは、イン側に飛び込んだシャルル・ルクレール（フェラーリ）がセバスチャン・ベッテル（フェラーリ）に激突した。衝撃でルクレールの左リアタイヤは宙に浮き、ベッテルのリアウイングを破壊。これによりセーフティーカーが導入され2台ともがピットインした。ベッテルはそのままガレージ内へと運び込まれリタイヤ。ルクレールはハードタイヤに履き替えて最後尾でコースに一旦は復帰し、レースは4周目にリスタートを迎えるも、フロアを大きく破損したルクレールはペースが上がらず、5周目にピットへと入りベッテルに続きクルマを降りた。
リスタート後は大きな混乱もなく、首位のルイス・ハミルトン（メルセデス）がファステストラップを叩き出ペースで2位マックス・フェルスタッペン（レッドブル）を引き離しにかかる。5番手スタートのバルテリ・ボッタス（メルセデス）がリスタートから数周後には3位に浮上。7番手スタートのアレクサンダー・アルボン（レッドブル）も4位に浮上してボッタスを追撃するものの、メルセデスの速さとマシンのレースペースの悪さに苦しみついていけない。エステバン・オコン（ルノー）が冷却系のトラブルにより、最初のピットインに入るタイミングでそのままガレージに入りリタイアしたが、5番手以降の順位はピットインの影響も含め、激しく変動するが、接触などの大きな混乱はなく、淡々とレースは進んでゆく。
動きが出始めたのは、50周目以降。17番手スタートだったセルジオ・ペレス（レーシングポイント）が52周目には5位にまで浮上。また、2位フェルスタッペンのペースが悪く、逆に3位ボッタスのペースは良かったため、どんどん差を詰められる。そして、レース終盤、フェルスタッペンは何周かはボッタスを抑えたものの、オーバーテイクされ3位に後退。そのまま、チェッカーを迎えるかと思われたが、最後にもう一波乱が待っていた。アルボンに襲いかかっていたペレスだが、ターン5で両車が接触。ペレスはフロントウイングにダメージを負ってしまう。さらにターン3でランス・ストロール（レーシングポイント）がリカルドと接触しながら強引にオーバーテイク。しかし両車が失速し、その後方にランド・ノリス（マクラーレン）が迫った。
ノリスはリカルドを交わし、ストロールの後ろでファイナルラップに突入。バックストレートでストロールを交わすと、フィニッシュ直前でフロントウイングを労わりながら走行していたペレスを逆転することに成功し、順位を上げてフィニッシュした。
前戦でギアボックスのトラブルに悩まされたメルセデスだったが、本レースまでに対策を取ることに成功。その結果、ハミルトンのポール・トゥ・ウィンも含めたメルセデスのワンツーフィニッシュとなった。予選で好位置につき、事実上のメルセデスの対抗馬であったレッドブル勢だったが、レースペースに悩まされ、マックス・フェルスタッペンが3位を確保するのが精いっぱいであったが、今シーズン初表彰台を獲得。ファステストラップボーナスポイントに関しては終盤のカルロス・サインツJr.が記録したタイムが更新されなかったため、彼がポイントを獲得し、マクラーレン勢にとっては開幕2連続のファステストラップとなった。それ以外ではマクラーレンとレーシングポイントがダブル入賞となり、リカルドが順位は下げたがポイントを持ち帰り、ダニール・クビアト（アルファタウリ）が10位を死守してレースを終えた。ある程度勢力図が判明する中、フェラーリは深刻な状況であった。オープニングラップで結果的に同士討ちとなってしまい、序盤で2台ともリタイアしたため、ランキングでは後れを取ることとなったうえ、新パーツのレースでの効果を確認するチャンスも不意にしてしまうという泣きっ面に蜂となった。また、今回の件に関しては最近はベッテル批判が目立っていたイタリアメディアでさえ、ルクレールのミス及びチームを批判しており、むしろ以前から指摘されているチーム運営の課題が改めて露呈し、唯一の望みは第3戦で本命としているアップデートの成否に希望を託すしかない状況であった。

### レース結果
| 順位    | No. | ドライバー                   | コンストラクター                   | 周回数 | タイム/リタイア原因 | Grid | Pts. |
| ------- | --- | ---------------------------- | ---------------------------------- | ------ | ------------------- | ---- | ---- |
| 1       | 44  | ルイス・ハミルトン           | メルセデス                         | 71     | 1:22:50.683         | 1    | 25   |
| 2       | 77  | バルテリ・ボッタス           | メルセデス                         | 71     | +13.719             | 4    | 18   |
| 3       | 33  | マックス・フェルスタッペン   | レッドブル-ホンダ                  | 71     | +33.698             | 2    | 15   |
| 4       | 23  | アレクサンダー・アルボン     | レッドブル-ホンダ                  | 71     | +44.400             | 6    | 12   |
| 5       | 4   | ランド・ノリス               | マクラーレン-ルノー                | 71     | +1:01.470           | 9    | 10   |
| 6       | 11  | セルジオ・ペレス             | レーシング・ポイント-BWTメルセデス | 71     | +1:02.387           | 17   | 8    |
| 7       | 18  | ランス・ストロール           | レーシング・ポイント-BWTメルセデス | 71     | +1:02.453           | 12   | 6    |
| 8       | 3   | ダニエル・リカルド           | ルノー                             | 71     | +1:02.591           | 8    | 4    |
| 9       | 55  | カルロス・サインツ           | マクラーレン-ルノー                | 70     | +1 Lap              | 3    | 3 FL |
| 10      | 26  | ダニール・クビアト           | アルファタウリ-ホンダ              | 70     | +1 Lap              | 13   | 1    |
| 11      | 7   | キミ・ライコネン             | アルファロメオ-フェラーリ          | 70     | +1 Lap              | 16   |      |
| 12      | 20  | ケビン・マグヌッセン         | ハース-フェラーリ                  | 70     | +1 Lap              | 15   |      |
| 13      | 8   | ロマン・グロージャン         | ハース-フェラーリ                  | 70     | +1 Lap              | PL   |      |
| 14      | 99  | アントニオ・ジョヴィナッツィ | アルファロメオ-フェラーリ          | 70     | +1 Lap              | 19   |      |
| 15      | 10  | ピエール・ガスリー           | アルファタウリ-ホンダ              | 70     | +1 Lap              | 7    |      |
| 16      | 63  | ジョージ・ラッセル           | ウィリアムズ-メルセデス            | 69     | +2 Laps             | 11   |      |
| 17      | 6   | ニコラス・ラティフィ         | ウィリアムズ-メルセデス            | 69     | +2 Laps             | 18   |      |
| Ret     | 31  | エステバン・オコン           | ルノー                             | 25     | オーバーヒート      | 5    |      |
| Ret     | 16  | シャルル・ルクレール         | フェラーリ                         | 4      | 接触ダメージ        | 14   |      |
| Ret     | 5   | セバスチャン・ベッテル       | フェラーリ                         | 1      | 接触                | 10   |      |
| ソース: |     |                              |                                    |        |                     |      |      |

追記
- ^FL - ファステストラップの1点を含む

優勝者ルイス・ハミルトンの平均速度
221.946 km/h (137.911 mph)
ファステストラップ
- カルロス・サインツ - 1:05.619 (68周目)

ラップリーダー
太字は最多ラップリーダー
- ルイス・ハミルトン - 64周 (1-27, 35-71)
- バルテリ・ボッタス - 7周 (28-34)

## 第2戦終了時点のランキング
|         | 順位 | ドライバー           | ポイント |
| ------- | ---- | -------------------- | -------- |
|         | 1    | バルテリ・ボッタス   | 43       |
| 2       | 2    | ルイス・ハミルトン   | 37       |
|         | 3    | ランド・ノリス       | 26       |
| 2       | 4    | シャルル・ルクレール | 18       |
| 2       | 5    | セルジオ・ペレス     | 16       |
| ソース: |      |                      |          |

|         | 順位 | コンストラクター                   | ポイント |
| ------- | ---- | ---------------------------------- | -------- |
|         | 1    | メルセデス                         | 80       |
|         | 2    | マクラーレン-ルノー                | 39       |
| 6       | 3    | レッドブル-ホンダ                  | 27       |
|         | 4    | レーシング・ポイント-BWTメルセデス | 22       |
| 2       | 3    | フェラーリ                         | 19       |
| ソース: |      |                                    |          |

- 注：ドライバー、コンストラクター共にトップ5のみ表示。